# Шымыр (село)
Шымыр (каз. Шымыр) — село в Ескельдинском районе Жетысуской области Казахстана. Входит в состав Карабулакской поселковой администрации. Находится примерно в 6 км к северо-западу от посёлка Карабулак. Код КАТО — 196430600.

## Население
В 1999 году население села составляло 1544 человека (717 мужчин и 827 женщин). По данным переписи 2009 года, в селе проживали 1822 человека (887 мужчин и 935 женщин).